# オニイグチ属

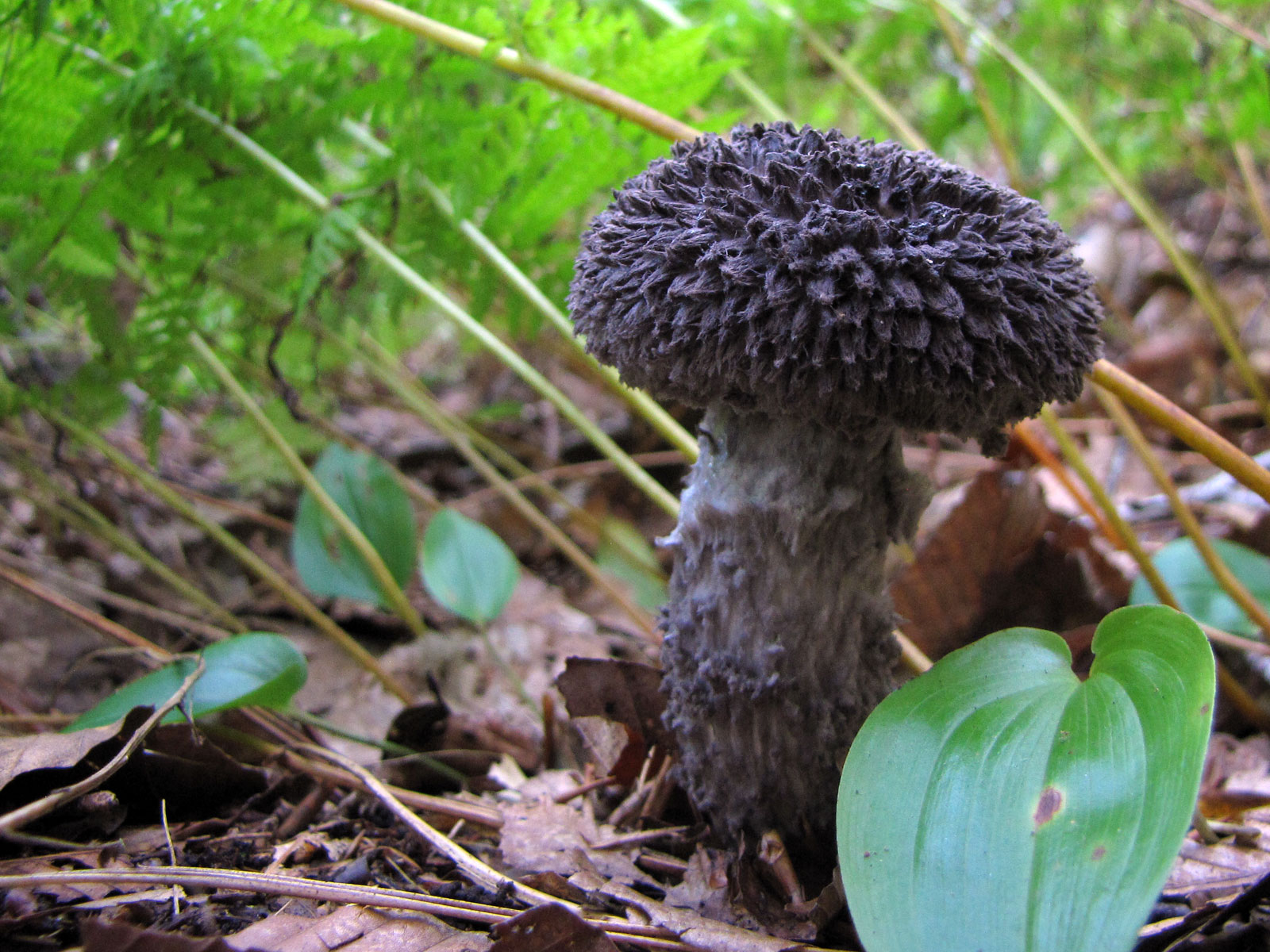

オニイグチ（Strobilomyces、鬼猪口）は、イグチ科に属するキノコ。

## 概要
夏の終わりから秋にかけ、林内の地上に散生する。白と茶褐色で、傘に鬼の金棒のような模様があることから命名された。
紛らわしい毒キノコは存在せず食用になるが、傷みが早く成長したものは適さない。食用にする場合は傘・柄のしっかりした幼菌を選ぶとよい。シチューなどの煮込み料理に向いている。